# Крайцер вертолетоносач
Крайцерът вертолетоносач е разновидност на крайцерите, главното оръжие на които са вертолетите.
Използват се и названията „ескортен крайцер“ и „противолодъчен крайцер“.
Строени и проектирани в редица страни в периода на 60-те и 70-те години на ХХ век. От всички други крайцери, ескадрени миноносци и фрегати се отличават с увеличена численост на авиогрупата и нейната повишена тежест във въоръжението на кораба. Заедно с това, за разлика от вертолетоносачите, те имат и мощно въоръжение от други типове, такива като зенитни и противокорабни ракетни комплекси, а понякога и солидно артилерийско въоръжение, което не позволява да се отнесе този клас към „чистите“ вертолетоносачи.
Предназначението им главно е за противолодъчна отбрана, но могат да изпълняват и други функции. Получават ограничено разпространение. Появата на бойните самолети с вертикално излитане и кацане води до желание те да се помещават на относително неголеми носители, което на свой ред води до увеличаването на размерите на новопроектираните крайцери вертолетоносачи и преход на новите кораби в разряда на леките самолетоносачи.

## История
Концептуално крайцерите вертолетоносци са развитие на идеите за кораби хибриди, съчетаващи в себе си артилерийско и авиационно въоръжение, която се появява още по времето на Първата световна война. Първият подобен кораб става британският „полусамолетоносач“ „Фюриъс“ HMS Furious, преустроен през 1917 г., още на стапела, от явно неудачен лек линеен крайцер. Корабът получава възможността да носи бойни самолети, стартиращи от оборудвана на носа полетна палуба, но съхранява на кърмовата си част кула с 457-mm оръдие на главния калибър. Макар полученият в резултат на това кораб да се оказва неуспешен и като артилерийска платформа и като самолетоносач и впоследствие да е превърнат в чист самолетоносач, самата идея за хибриден кораб, равноценно силен и в двете си роли, получава голяма популярност. В периода на 20-те и 30-те години на ХХ век са разработени множество проекти за линкори самолетоносачи и крайцери самолетоносачи. На практика обаче е построен само шведският лек крайцер хидросамолетоносач „Готланд“, получил се немного успешен кораб. В известна степен хибридни кораби могат да се нарекат и японските тежки крайцери тип „Тоне“, където артилерията на главния калибър е съсредоточена в носовата част, а кърмовата е предоставена за операциите на хидросамолетите, от които крайцерите могат да носят до осем единици. Все пак на типа „Тоне“ авиацията е спомагателна сила.
Интересът към крайцерите хибриди се проявява отново в края на 1950-те години. Това се обуславя от два фактора. Първо, подводните сили преживяват бурен разцвет. Появата на подводници с ядрени реактори в съчетание с принципно новите обводи на корпуса, им позволява да достигат подводни скорости съпоставими със скоростта на противолодъчните кораби. Имайки естествено превъзходство по далечина на хидроакустическото откриване, подводните лодки (ПЛ) успяват да избягат от опасната зона, но дори в случай на откриването им, преследването на подводниците с надводни кораби става крайно трудно. Особено безпокойство предизвиква и появата на ПЛ на балистически ракети с ядрени бойни глави, което ги превръща в стратегическа заплаха.
На второ място, в началото на 1950-те години се появяват и първите вертолети, действително пригодни за бойни операции в морето. Именно те започват да се смятат за най-ефективното средство на противолодъчната борба. Макар тяхната скорост и радиус на действие да са ограничени, в сравнение със самолетите, способността за вертикално излитане и кацане позволява да се носят на борда на сравнително неголеми кораби. В същото време един-двата вертолета, базирани на типичните разрушители, фрегати и ГПК, са явно недостатъчно за ефективното търсене на подводните лодки, а действието на тежките вертолети от малките корабни площадки е затруднително. Идва и решението да се поместят достатъчно големи вертолетни групи на сравнително големи кораби с полетни палуби. Ако американският флот, имащ множество самолетоносачи, поема по пътя на преобразуването на част от тях в противолодъчни, то европейските страни и СССР нямат такава възможност. Необходимостта от ефективни противолодъчни единици, способни също така да защитят и себе си, води до създаването на класа на крайцерите вертолетоносачи.

## Франция

### „Жана д’Арк“
Проектирането на бъдещия крайцер вертолетоносач започва във Франция в средата на 1950-те години. Първоначално става дума за относително прост и евтин кораб, предназначен за замяна на остарелия и амортизиран учебен крайцер „Жана д’Арк“. Но после проектът е радикално преразгледан и преобразуван в многоцелеви, обозначен PH-57 и способен да изпълнява функциите, както на учебен кораб, така и на противолодъчен и десантен вертолетоносач. През 1957 г. са отпуснати средствата, а залагането на крайцера, първоначално наречен „Ла Резолю“ (на френски: La Resolue), е през 1960 г. Корабът влиза в строй през юни 1964 г., а още юни 1964 г. е преименуван на „Жана д’Арк“ (на френски: Jeanne d’Arc), наследявайки името на отписания от флота учебен крайцер. Така именно във Франция за първи път е реализирана концепцията за крайцера вертолетоносач.
Конструктивно проектът „Жана д’Арк“ се основава на корпуса на крайцера за ПВО „Колбер“ (на френски: Colbert). В носовата част е разположена надстройката с постовете за управление и комина, кърмата е заета от полетната палуба, под която се разполага авиационният хангар. Размерите на полетната палуба осигуряват едновременното излитане на два вертолета, още четири могат да се намират на нея със сгънати носещи винтове. Хангарът събира 8 – 10 вертолета, като позволява да бъде частично преоборудван като помещения за курсанти или подразделение на морската пехота. На кърмата е разположен и подемникът за вертолетите.
Първоначално крайцерът трябва да носи и мощен 305-mm реактивен бомбомет производство на шведската компания „Бофорс“, а след това той е заменен в проекта със сдвоена пускова установка за ЗРК за средни дистанции „Масурка“, после се отказват и от нея, но е планирано да се постави на кораба най-новият за онова време ЗРК за близки дистанции „Навал Кротал“. Нито един от тези видове оръжия така и не е поставен, но през 1975 г. „Жана д’Арк“ получава шест пускови установки за противокорабния ракетен комплекс „Екзосе“ MM-38. При влизането му в строй крайцерът е въоръжен с четири 100-mm универсални артустановки Model 1953. Те са поставени побордно, по две в носовата и кърмовата част на кораба, осигурявайки огън във всяко едно направление.

### Проект PH-75
През 1970 г., поради предстоящото списване на десантния вертолетоносач „Ароманш“, френските ВМС пристъпват към разработката на универсален вертолетоносен кораб, който да може да води противолодъчна борба, а с друга комплектация на авиогрупата да действа като десантен кораб. Официално проектът се именува крайцер вертолетоносач. Първоначално са разработени редица варианти за крайцер с паротурбинна силова установка, с водоизместимост от 15 000 до 22 000 тона. Предполага се поместването на борда на 7 – 8 тежки вертолета „Супер Фрелон“ или 16 – 18 леки вертолета „Линкс“, а също от 450 до 600 морски пехотинеца.
Окончателният проект PH-75 е утвърден през 1975 г. За подсигуряването на участието в далечни десантни операции крайцерът трябва да има вече ядрена силова установка. Водоизместимостта достига 18 400 тона, а скоростта 28 възела. На кораба може да се базират 10 противолодъчни вертолета „Супер Фрелон“ или 15 транспортно-десантни вертолета „Пума“ или 25 многоцелеви вертолета „Линкс“. Подсигурено е едновременното излитане на осем вертолета, тъй като архитектурата на кораба носи ясно изразен авионосен характер, с обширна полетна палуба и островна надстройка. PH-75 може да вземе на борда си от 1000 до 1500 морски пехотинци и също е приспособен за ролята на щабен кораб на съединенията.
Въоръжението на PH 75 е предназначено за самоотбрана от въздушния противник. То включва две 100-милиметрови универсални установки Model 68 и две осемконтейнерни пускови установки за ЗРК „Кротал“. Крайцерът се предполага да се заложи през 1975 г., но финансови проблеми отлагат началото на строителството. Впоследствие са разработени проектите PA 75, PA 78, PA 82 и PA 88. Смяната на абревиатурата в названието е свързано с изменение на концепцията на кораба – вместо PH (на френски: Porte-Helicoptires) той започва да се нарича PA (на френски: Porte-Aeronefs) и на него вече се планира базирането на СВИК, т.е. проектът се превръща в лек самолетоносач. В крайна сметка френските моряци стигат до извода, че този клас кораби са недостатъчно ефективни и отдават предпочитанието си на проект за пълноценен самолетоносач, носещ самолети с хоризонтално излитане и кацане – бъдещият „Шарл дьо Гол“.

## Италия

### Тип „Андреа Дория“
Проектът за нови италиански крайцери израства от ракетните разрушители тип „Импавидо“, които на свой ред са аналог на американските ракетни разрушители тип „Чарлз Ф. Адамс“. През 1964 г. италианският флот въвежда в строй два „ескортни“ крайцера тип „Андреа Дория“. Желаейки да получи кораби, еднакво пригодни за решаването на ПВО и ПЛО задачи, италианските конструктори успяват да вместят на крайцерите не само една сдвоена ПУ за ЗРК „Териер“, но и хангар, помещаващ 3 вертолета „Сий Кинг“ или 4 по-малки по размер вертолета AB-212. Показателите мореходност и автономност традиционно за италианския флот нямат решаваща роля. Въпреки това италианските моряци стигат до извода, че крайцерите от типа „Андреа Дория“ все пак са прекалено малки, за да изпълняват ефективно своите задачи и залагането на третия кораб от проекта, получил името „Енрико Дандоло“, не се състои. Двата кораба преминават модернизация със замяна на електрониката и ракетите, „Кайо Дуилио“ завършва службата си в ролята на учебен кораб. Двата крайцера са списани през 1991 – 1993 г.

### „Виторио Венето“
Получавайки известен опит от експлоатацията на крайцерите от типа „Андреа Дориа“, италианските моряци стигат до извода, че за надеждното подсигуряване на ПЛО броят вертолети на борда на кораба трябва съществено да се увеличи, а също да се подсигурят и по-добри условия за тяхното обслужване. Нов проект е подготвен към 1965 г., а през 1969 г. крайцерът „Виторио Венето“ влиза в строй. Също като своите предшественици той получава един ЗРК „Териер“, но с възможност за стрелба със ЗКР „Стандарт“ и ПЛУР ASROC. Близката отбрана се осигурява от 8 76-милиметрови установки M.M.I. Удължаването на корпуса с 30 метра позволява да се увеличи съставът на авиогрупата – „Виторио Венето“ носи до 6 вертолета „Сий Кинг“ или 9 вертолета AB-212. До влизането в строй на лекия самолетоносач „Джузепе Гарибалди“ „Виторио Венето“ е флагман на италианския флот. В периода 1981 – 1984 г. крайцерът преминава модернизация с поставянето на ПУ за ПКР „Отомат“ Mk2 и ЗАК „Дардо“. „Виторио Венето“ е изключен от състава на флота през 2003 г.
Планира се залагането през 1967 г. на втори крайцер от този тип с името „Триест“, но финансови проблеми отлагат строителството, а след това флотът предпочита да строи по-големи кораби авионосен тип и строежът е окончателно отменен.

## Великобритания

### Тип „Блейк“
В периода 1959 – 1961 г. британският флот получава три крайцера от типа „Тайгър“ (на английски: Tiger), заложени още по времето на войната. В хода на достройката първоначално се предполага да се поставят на тях ракетни комплекси британска разработка, но тяхното създаване се проточва, а покупката на американски ЗРК за правителството на Великобритания не е престижно. В резултат на това, „тайгърите“ влизат в строй като последните в света крайцери с чисто артилерийско въоръжение. Корабите се оказват доста съвършени, със съвременни радиоелектронни средства, носещи мощна автоматична артилерия калибри 152 и 76 mm. Но, с оглед изключително артилерийското им въоръжение, кръгът задачи, които те могат да решават през 1960-те години, е крайно тесен и издръжката на толкова големи кораби с многоброен екипаж за Великобритания по онова време е неоптимално.
За да се избегне изваждането на сравнително новите крайцери в резерв те са преоборудвани в щабни кораби за съединенията на флота, за което способстват солидните им размери. Едновременно с това командването на Кралския флот се заинтересува от италианския опит в строителството на крайцери вертолетоносачи и решава да преобразува своите нови крайцери в същия стил, разчитайки да ги използва като противолодъчен ескорт за перспективните си самолетоносачи. Поставянето на разработените най-накрая британски ЗРК със средна далечина е признато за невъзможно, но корабите получават вместителен хангар на кърмата и летателна площадка. Така е осигурено базирането на противолодъчни вертолети „Уесекс“, а след това те са сменени с вертолетите „Сий Кинг“. Цената за тази възможност е свалянето на кърмовите кули на главния и средния калибър. За сметка на това на крайцерите са поставени по две счетворени ПУ ЗРК с малка далечина „Сий Кет“.
Работите започват с „Блейк“, преминал преустройството 1965 – 1969 г., а след това е модифициран и „Тайгър“, през 1968 – 1972 г. Получената конструкция е оценена като „доста непохватна“ и даже като „най-уродливия кораб, който някога е плавал“, но моряците, като цяло, са удовлетворени от нея. Обаче стойността на работите неудържимо расте, като модернизацията на втория крайцер струва почти в 2,5 пъти по-скъпо, отколкото на първия. Това обстоятелство води до отказ от модернизацията и на третия крайцер от типа „Тайгър“ – „Лайън“. „Блейк“ е списан през 1982 г., а „Тайгър“ през 1986 г.

### Проект CCH
Към създаването на специално построен крайцер вертолетоносач Кралският флот върви от края на 1950-те години, когато за първи път е предложен проект за ескортен противолодъчен вертолетоносец, доста напомнящ френския проект PH-57. Този кораб с водоизместимост 5940 тона трябва да развива скорост от 26 възела и да има типичната за крайцера вертолетоносач архитектура – в носовата част е поместено ракетното въоръжение и надстройката, а в кърмовата има полетна палуба и подпалубен хангар за осем вертолета. Предполага се въоръжаването му със сдвоена пускова установка за ЗРК „Сий Слъг“ и с две ПУ за ЗРК „Сий кет“.
През 1961 г. е предложен проект с архитектура, напомняща авионосната – проходна полетна палуба с островна надстройка. Крайцерът трябва да носи девет тежки вертолета „Сий Кинг“, а също и сдвоена ПУ за ЗРК „Сий Слъг“ и сдвоена 114 mm артустановка. Водоизместимостта достига 11 500 тона, а скоростта трябва да бъде все същите 26 възела. Тези проекти са разглеждани от командването на флота като резервни, тъй като основните надежди в развитието на авионосни кораби са свързани с планираното построяване на двата самолетоносача от проекта CVA-01. След отмяната му по финансови причини в края на 1966 г. вече не се предполага строителството на нови авионосещи кораби за британския флот.
Въпреки това командването на флота все пак разчита да получи нови авионосни кораби, макар и с доста по-скромни размери и от 1967 г. започва да се движи проект за щабен крайцер вертолетоносач, с авиогрупа от шест вертолета „Сий Кинг“. Корабът има крайцерска архитектура с разположение на надстройката в центъра на кораба, като тя включва и хангар. В носовата част са ПУ за най-новия ЗРК „Сий Дарт“, в кърмовата – полетната палуба. Водоизместимостта на новия проект достига 12 500 тона. Но ръководството на флота има предвид и използването на разработения във Великобритания боен самолет с вертикално излитане и кацане „Хариър“ и през 1968 г. издига идеята за създаване на „щабен крайцер вертолетоносач с проходна палуба“ (на английски: Through-deck Command Cruiser), въоръжен с девет вертолета и водоизместимост от 17 500 тона.
Към 1970 г. проектът е завършен, като водоизместимостта му вече нараства до 19 500 тона. Независимо от противодействието на Министерството на финансите на Великобритания е дадена поръчката за построяване на три кораба от този тип и през 1973 г. е заложен главният крайцер вертолетоносач „Инвинсибъл“. По политически причини моряците наричат вече доста големия кораб крайцер, поради крайно отрицателните настроения в политическите среди срещу строежа на самолетоносачи. Едва през 1975 г. е обявено, че от борда му ще оперират и самолети СВИК. Най-накрая през 1980 г. тази уклончива политика е прекратена и типът „Инвинсибъл“ започва официално да се нарича противолодъчен самолетоносач (на английски: ASW Aircraft Carriers).

## Съветски съюз

### Проект 1123
Първите предложения за строителство на крайцери вертолетоносачи са издигнати през 1958 г. като опит да се спасят от нарязване почти готовите крайцери от проекта 68-бис за сметка на тяхното преустройство в кораби за ПЛО с противолодъчно въоръжение. Но размерите на крайцерите тогава изглеждат на командването на ВМФ за прекомерни и разработката на проекта 1123 „Кондор“ започва през 1960 г. от „бял лист“. За отбелязване е, че новаторството достига даже такива фундаментални черти на конструкцията, като общото разположение и делението на отсеци. Без подходяща класификация за подобен вид кораби, западните източници ги отнасят към чистите вертолетоносачи (CVH).
Корабът е строен за определена задача: борба със стратегическите ракетни лодки на противника в източното Средиземноморие. В същото време далечината на обсега на техните балистични ракети кара НАТО да определя районите на тяхното патрулиране далеч напред.
Първият противолодъчен крайцер от проекта „Москва“ влиза в строй през 1967 г. и се оказва достатъчно ефективен кораб за ПЛО благодарение на наличието на борда му на 14 противолодъчни вертолета и мощна хидроакустична станция (ХАС). Вторият крайцер – „Ленинград“ – влиза в състава на флота след две години. Цялата си служба корабите прекарват в състава на Черноморския флот, действайки обикновено в акваторията на Средиземно море. Опитът от използването им показва, че корабът не е напълно уравновесен: поради претоварването в носовата част той плава с известен диферент към носа, и е склонен да се зарива във вълната, и като цяло от мореходността му, за подобен размер (около 17 000 t), остава да се желае повече. От друга страна голямата устойчива платформа създава добри условия за експлоатацията на вертолетите.
Първоначално се предполага построяването на серия от 12 крайцера, но резкият ръст на бойните възможности на ракетните атомни ПЛ, особено в плана далечина на стрелбата с балистични ракети, ограничава серията само до тези два кораба. За борба с ПЛ извън пределите на Средиземно море проектът е неефективен. Строителството на третия крайцер от проекта 1123 е отменено през 1968 г. още преди залагането му. Въпреки това „Кондорите“ изиграват важна роля в развитието на съветските авионосни кораби.

### Проект 1123.3
Опитът от експлоатацията на крайцерите от проект 1123 показва, че даже 14-те вертолета Ка-25 са недостатъчни за изпълнение на поставените бойни задачи. Освен това на критика са подложени и мореходните качества на корабите, както и условията за обитаемост на екипажа. За разрешаването на тези проблеми от Невското ПКБ през 1966 г. е подготвен предескизен проект наречен 1123М. Новият кораб трябва да бъде значително по-дълъг, водоизместимостта нараства до 18 000 – 20 000 тона, но при това вече се подсигурява базирането на 21 вертолета, а полетната палуба има шест позиции за излитане. Предложението предизвиква интерес у ръководството на ВМФ, но водоизместимостта им изглежда прекомерна.
В резултат на това Невското ПКБ пристъпва през 1967 г. към разработката на проекта 1123.3. Новият крайцер вертолетоносач, който получава името „Киев“, трябва да носи усилено въоръжение, да има голяма далечина на плаване и по-добра обитаемост. Дължината на кораба нараства с 12 m, а водоизместимостта – с 2000 тона. Но, при съхраняването на старата конструктивна схема, увеличаването на състава на авиогрупата и увеличаването на броя площадки за излитане и кацане на вертолетите до седем се оказва невъзможно. Постъпва алтернативно предложение да се направи полетната палуба ъглова и да се маркират площадките в линия. Въпреки това залагането на „Киев“ се планира за февруари 1968 г. на Черноморския корабостроителен завод. Макар вече да са произведени редица от дънните конструкции, от строителството на проекта 1123.3 в планирания му вид се отказват.
Огромно впечатление на командването на ВМФ на СССР прави демонстрацията в полет на експерименталния СВИК Як-36, от 1967 г. Възниква желание да се разположат на новите кораби усъвършенствана версия на този самолет, подкрепено и от ЦК на КПСС. На Невското ПКБ е наредено да се преработи проект 1123.3 с оглед възможността той да носи и 20 – 22 летателни апарата, в т.ч. и перспективните палубни щурмовици СВИК Як-36М. Освен това се иска и усилването на зенитното въоръжение, както и да се постави на крайцера противокорабния ракетен комплекс П-120 „Малахит“, да се увеличи автономността, да се предвиди и квартируването в случай на необходимост на подразделение морска пехота. Достатъчно скоро става ясно, че в рамките на зададената водоизместимост – 15 000 тона, решаването на всички тези задачи не е възможно. На 2 септември 1968 г. е прието решението за прекратяване на строителството на кораба от проекта 1123.3 и започване на проектирането на противолодъчния крайцер от проекта 1143.

## Други страни
В края на 1970-те години крайцер вертолетоносач малко неочаквано получават ВМС на Перу. Те желаят да закупят от Нидерландия два вече остарели леки крайцера от типа „Де Зевен Провинсен“. Ако с крайцера „Де Ройтер“ за това няма никакви особени проблеми, то „Де Зевен Провинсен“ се налага съществено да бъде преустроен. Този кораб преминава в периода 1962 – 1964 г. модернизация, в хода на която са свалени кърмовите кули на главния калибър и вместо тях е поставена сдвоена ПУ за американския ЗРК „Териер“. Но при продажбата на крайцера на Перу американската страна изисква демонтирането на ЗРК. Тъй като кулите на главния калибър вече е невъзможно да се възстановят, е избрано компромисно решение. На кърмата на крайцера е монтиран просторен хангар и е оборудвана ПИК. Така се подсигурява базирането на три вертолета „Сий Кинг“. Тези машини са способни да носят ПКР „Екзосе“, което позволява именно те да се смятат вече за главното въоръжение на крайцера, който влиза, през 1976 г., в състава на перуанския флот с името „Агире“.

## Обща оценка
Второто пришествие на крайцерите хибриди се оказва като цяло напълно удачно. При това крайцерите вертолетоносачи на различните страни се отличават значително един от друг. Италианските крайцери от типа „Андреа Дориа“ са по същество увеличени разрушители с достатъчно скромни бойни възможности. Създаденият като тяхно развитие „Виторио Венето“ се създава като универсален кораб. Още по-универсален е крайцерът „Жана д’Арк“, използван като противолодъчен, десантен и учебен кораб. В противоположност на този подход, съветските крайцери от проекта 1123 се създават като кораби за ПЛО и обосновано са наименувани противолодъчни крайцери. Британският проект „Блейк“ става принудително решение за спасяването на ценни, но скъпи за експлоатация кораби от бързото им отписване. Независимо от малкото на брой реално построени кораби от този клас, военните моряци са напълно удовлетворени от техните възможности.
Отбелязва се и заявка за продължение на строителството на корабите от класа. Но в развитието на крайцерите вертолетоносачи се намесва прогресът на авиационната техника. Появата на самолетите с вертикално излитане и кацане води до желанието те да се носят от новопостроените крайцери. Последното води до заметен ръст във водоизместимостта при проектиращите се единици и те фактически преминават в разряда на леките самолетоносачи, даже и да продължават формално да се числят към крайцерите. Развитието на проекта „Виторио Венето“ води до появата на лекия самолетоносач „Джузепе Гарибалди“, проектът за щабен крайцер CCH се превръща в серията леки самолетоносачи от типа „Инвинсибъл“, проектът 1123.3 се превръща в авионосните крайцери от проекта 1143, а френският проект PH-75, претърпявайки серия изменения, се трансформира от универсален крайцер вертолетоносач в самолетоносач за СВИК и впоследствие е реализиран като пълноценния самолетоносач „Шарл дьо Гол“.
| Сравнителни ТТХ крайцерите вертолетоносачи | Сравнителни ТТХ крайцерите вертолетоносачи | Сравнителни ТТХ крайцерите вертолетоносачи | Сравнителни ТТХ крайцерите вертолетоносачи | Сравнителни ТТХ крайцерите вертолетоносачи | Сравнителни ТТХ крайцерите вертолетоносачи |
| Основни елементи                           | Франция „Жана д’Арк“                       | Великобритания „Блейк“                     | Италия „Андреа Дориа“                      | Италия „Виторио Венето“                    | СССР Проект 1123                           |
| ------------------------------------------ | ------------------------------------------ | ------------------------------------------ | ------------------------------------------ | ------------------------------------------ | ------------------------------------------ |
| Водоизместимост, стандартна/пълна, t       | 10 000/12 365                              | 9975/12 080                                | 5000/6500                                  | 7500/8850                                  | 11 300/14 560                              |
| Силова установка, к.с.                     | 40 000                                     | 80 000                                     | 60 000                                     | 73 000                                     | 90 000                                     |
| Максимална скорост, възела                 | 26,5                                       | 31,5                                       | 30                                         | 30,5                                       | 29                                         |
| Ракетно въоръжение                         | ПКРК „Екзосе“ – 6×1                        | ЗРК „Сий Кет“ – 2×4                        | ЗРК „Териер“ – 1×2                         | ЗРК „Териер“/ПЛРК ASROC – 1×2              | ЗРК „Шторм“ – 2×2, ПЛРК „Вихрь-1“ – 1×2    |
| Артилерийско въоръжение                    | 100 mm – 4×1                               | 152 mm – 1×2, 76 mm – 1×2                  | 76 mm – 8×1                                | 76 mm – 8×1                                | 57 mm – 2×2                                |
| Торпедно въоръжение                        | няма                                       | няма                                       | 324 mm ТА – 2×3                            | 324 mm ТА – 2×3                            | 533 mm ТА – 2×5                            |
| Авиационно въоръжение                      | 4 – 8 вертолета                            | 4 вертолета                                | 3 – 4 вертолета                            | 6 – 9 вертолета                            | 14 вертолета                               |
| Екипаж, души                               | 627                                        | 880                                        | 485                                        | 550                                        | 541                                        |